# Wilhelm Albert von Brunn
Wilhelm Albert von Brunn (* 17. September 1911 in Köthen; † 8. Mai 1988 in Wiesbaden) war ein deutscher Prähistoriker.

## Leben
Wilhelm Albert von Brunn war der Sohn des Köthener Kreisdirektors Julius von Brunn († 1942). Er studierte in Marburg, Wien, Berlin und Halle und wurde 1937 mit einer Dissertation über das Hausgräberfeld in Mitteldeutschland bei Walther Schulz an der Universität Halle promoviert. Er trat zum 1. April 1933 der NSDAP bei (Mitgliedsnummer 1.834.673).

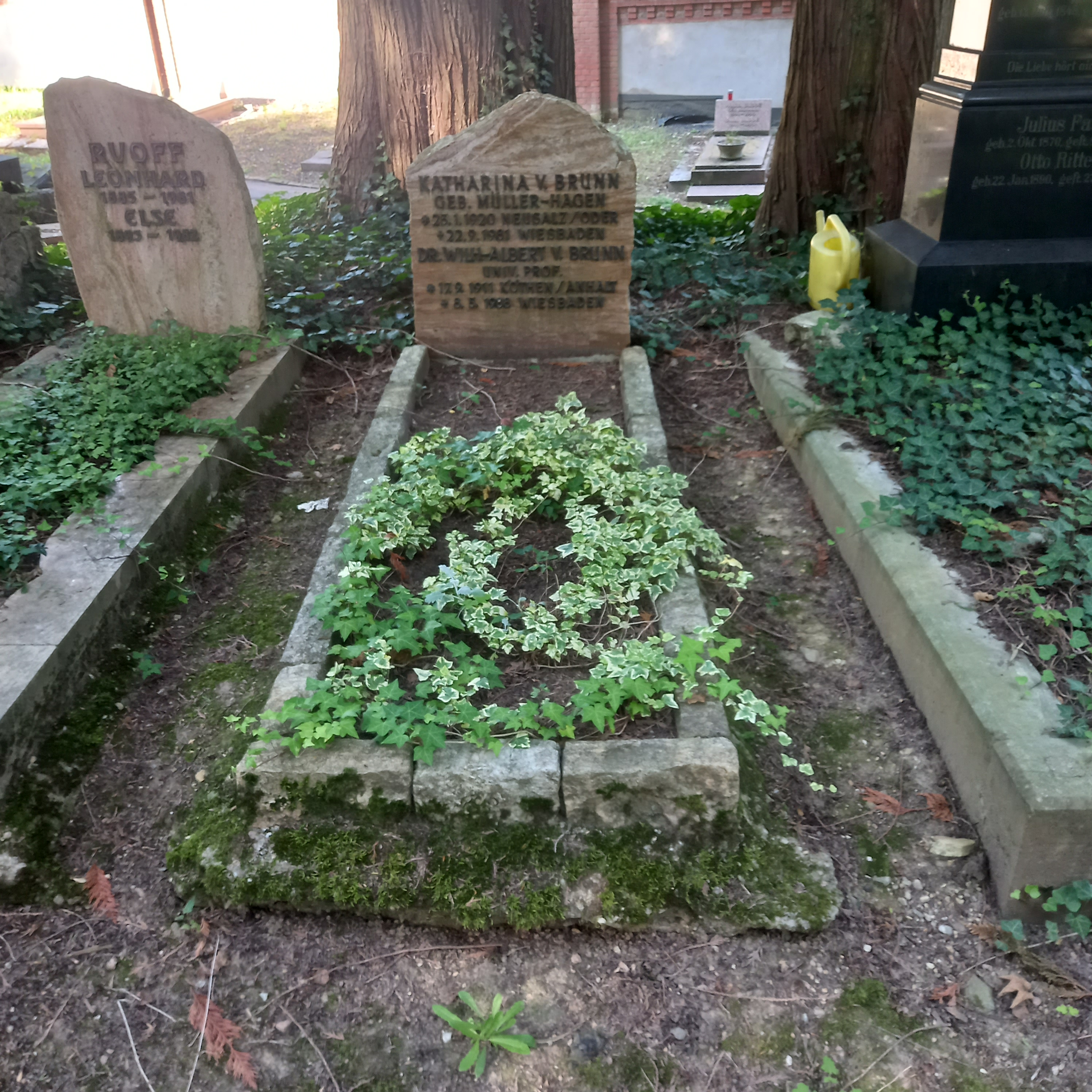
Das Grab von Wilhelm Albert von Brunn und seiner Ehefrau Katharina geborene Müller-Hagen auf dem Nordfriedhof (Wiesbaden)

Von 1938 bis 1947 arbeitete von Brunn am Landesmuseum für Vorgeschichte in Halle und von 1951 bis 1961 am Institut für Vor- und Frühgeschichte der Deutschen Akademie der Wissenschaften in Ostberlin. Durch ein Forschungsstipendium der Deutschen Forschungsgemeinschaft (DFG) konnte er an der Universität Kiel seine Habilitation über die Mitteldeutschen Hortfunde der jüngeren Bronzezeit fertigstellen. Danach war er bis 1964 Dozent am Institut für Ur- und Frühgeschichte der Universität Kiel. 1965 wurde er auf den neu eingerichteten Lehrstuhl für Vor- und Frühgeschichte der Universität Gießen berufen. 1979 wurde er emeritiert.

## Veröffentlichungen (Auswahl)
- Die Hortfunde der frühen Bronzezeit aus Sachsen-Anhalt, Sachsen und Thüringen (= Schriften der Sektion für Vor- und Frühgeschichte/Deutsche Akademie der Wissenschaften zu Berlin. Band 7/1). Akademie-Verlag, Berlin 1959.